# Kadir Özcan
Ömer Kadir Özcan (* 21. Juni 1952 in Akçaabat; † 22. Oktober 2013 in Trabzon) war ein türkischer Fußballspieler und -trainer. Durch seine langjährige Tätigkeit für Trabzonspor wird er stark mit diesem Verein assoziiert. Auf Fan- wie Vereinsseite wird er als einer der bedeutendsten Spieler der Klubgeschichte aufgefasst. Er war ein wichtiges Mitglied jener Mannschaft, die als erstes anatolisches Team die türkische Meisterschaft gewinnen konnte. Obwohl sein eigentlicher Name Kadri Özcan bzw. Ömer Kadri Özcan war, wurde er eher unter dem Namen Kadir Özcan bekannt.

## Spielerkarriere

### Verein
Özcan begann mit dem Fußballspielen auf der Straße und wurde dann für die Jugendmannschaft seines Heimatvereins Sebat Gençlik SK entdeckt. Ab 1969 spielte er dann hier für die 1. Männermannschaft und nahm in der Drittligasaison 1970/71 mit seiner Mannschaft das erste Mal am türkischen Profifußball teil. Für diesen Verein spielte er bis zum Sommer 1972 und fiel während dieser Zeit den Talentjägern mehrerer Vereine in den oberen Ligen auf.
Ihm unterbreitete der sich neuformierte und in der 2. Lig spielende Verein Trabzonspor ein Angebot. Da Özcan seine Heimat nicht verlassen wollte, willigte er Trabzonspors Angebot ein. In seiner ersten Spielzeit für Trabzonspor belegte man hinter Kayserispor den zweiten Tabellenplatz und verpasste bei gleicher Punktzahl wegen der schlechteren Tordifferenz den Aufstieg in die 1. Lig. In der darauffolgenden Saison erreichte man die Meisterschaft der 1. Lig und damit den Aufstieg in die 1. Lig.
Die erste Saison in der höchsten türkischen Spielklasse verlief für Özcan erfolgreich. Er absolvierte einerseits 22 Ligapartien und andererseits schaffte er den Sprung in die türkische Nationalmannschaft. Seine Mannschaft belegt den neunten Tabellenplatz und fiel als Mannschaft nicht weiter auf. In der zweiten Süper-Lig-Saison, der Saison 1975/76, erreichte man völlig überraschend die Meisterschaft. Bis zu dieser Saison entschieden die drei großen Istanbuler Vereine Beşiktaş Istanbul, Fenerbahçe Istanbul und Galatasaray Istanbul die Meisterschaft der Süper Lig unter sich. Zwar verfehlte mit Eskişehirspor ein anderer anatolischer Verein dreimal knapp die Meisterschaft, jedoch blieb der Bann bestehen. Erst mit Trabzonspors Meisterschaft wurde er gelöst. Neben der Meisterschaft erreichte man auch das Finale des Türkischen Fußballpokals und verlor hier knapp gegen Galatasaray Istanbul. Nach dieser Meisterschaft dominierte man auch die nächste Saison die Liga und sammelte neben der Meisterschaft auch mit dem Gewinn des Türkischen Fußballpokals und des Türkischen Supercups alle übrigen Pokale im damaligen türkischen Fußball. Özcan absolvierte während dieser Zeit nahezu alle Partien seines Teams und fiel nur verletzungsbedingt aus oder weil er gesperrt war. Auch auf der europäischen Fußballbühne fiel man auf. In der Europapokal der Landesmeister 1976/77 traf man in der 2. Runde auf den amtierenden englischen Meister und späteren Champions-League-Sieger FC Liverpool. Liverpool wurde damals als einer der besten Teams im europäischen Fußball gehandelt und war für diese Begegnungen der haushohe Favorit. Das erste Spiel in Trabzon gewann Trabzonspor überraschend 1:0. Das Rückspiel, in dem Özcan nicht zum Einsatz kam, ging mit 3:0 verloren. Erst in der Spielzeit 1977/78 vergab man mit einem Punkt Unterschied die Meisterschaft an Fenerbahçe, konnte aber die zwei übrigen Pokale holen.
Trabzonspor geriet zu dieser Zeit in große finanzielle Schwierigkeiten und sah die Lösung darin einige Stars zu verkaufen. Außerdem wollte man in der Mannschaft eine Revision schaffen. Özcan wurde mit weiteren Stars wie Ali Kemal Denizci auf die Verkaufsliste gesetzt. Während Denizci an den damals großen Rivalen Fenerbahçe Istanbul verkauft wurde, ging Özcan zum Lokalrivalen Zonguldakspor.
Bei seinem neuen Verein gelang ihm nicht der Sprung in die Startelf, zwar absolvierte er je Saison die Hälfte der möglichen Ligaspiele, saß aber ansonsten auf der Ersatzbank. In seiner zweiten Saison bei diesem Verein, der Saison 1979/80, beendete man die Saison auf dem 3. Tabellenplatz und erreichte so die beste Platzierung der Vereinsgeschichte. Trotz dieses Erfolges verließ er zum Sommer 1980 diesen Klub und wechselte zu Galatasaray Istanbul. Für diesen Verein spielte er eine Spielzeit lang, kam aber nur bei einer einzigen Ligapartie zum Einsatz. Zum Sommer 1981 beendete er dann seine aktive Fußballspielerlaufbahn.

### Nationalmannschaft
Aufgrund seiner überzeugenden Leistungen bei Trabzonspor wurde Özcan 1975 für die türkische U-21-Nationalmannschaft nominiert und absolvierte für diese fünf Spiele.
Im Sommer des gleichen Jahres wurde er vom damaligen Nationaltrainer Coşkun Özarı in den Kader der türkischen Nationalmannschaft nominiert. Bei dem EM1976-Qualifikationsspiel gegen die irische Nationalmannschaft gab er sein Länderspieldebüt. Die nächsten eineinhalb Jahre wurde er regelmäßig nominiert und absolvierte dabei fünf Länderspiele.
Nachdem er fast zwei Jahre keine Länderspielnominierung erhalten hatte, wurde er im März 1978 vom neuen Nationalmannschaftstrainer Metin Türel ein letztes Mal in die Nationalmannschaft nominiert. Bei dieser Begegnung gegen die rumänische Nationalmannschaft saß er auf der Ersatzbank.

## Trainerkarriere
Im Anschluss an seine Fußballspielerkarriere wechselte Özcan ins Trainerfach und trainierte überwiegend Klubs der türkischen Schwarzmeerregion. Im Oktober 1997 übernahm er bei seinem alten Verein Trabzonspor den Posten des Co-Trainers und assistierte dabei Yılmaz Vural.
Zur Saison 2013/14 übernahm er die Zweitmannschaft Trabzonspors, den Zweitligisten 1461 Trabzon.

## Tod
Am 22. Oktober 2013 starb Kadir Özcan nach einem Herzinfarkt.  Am 23. Oktober wurde er in seiner Heimatstadt Akçaabat nach dem Mittagsgebet in der Ak Moschee im Dürbinar Friedhof beigesetzt. An seiner Beerdigung nahmen mehrere Größen des türkischen Fußballs wie Fatih Terim, İbrahim Hacıosmanoğlu und Şenol Güneş teil.

## Erfolge

### Als Spieler
Mit Trabzonspor
- Meisterschaft der TFF 1. Lig und Aufstieg in die Süper Lig: 1973/74
- Türkischer Meister: 1975/76, 1976/77
- Türkischer Pokalsieger: 1977
- Präsidenten-Pokal-Sieger: 1975/76, 1976/77, 1977/78
- Premierminister-Pokal-Sieger: 1976

Mit Zonguldakspor
- Tabellendritter der Süper Lig: 1979/80